# Дьяченко, Борис
Борис Дьяченко, псевдоним Петер Аддамс 10 сентября 1917 года, Рига — 14 апреля 1975 года, Восточный Берлин) — немецкий писатель. Автор книг о войне, а также многих детективных романов.

## Биография
Борис Дьяченко был уроженцем Латвии. Учился в средней школе в Риге, затем работал матросом и грузчиком. Изучал философию в Рижском университете. В начале 1939 года нелегально бежал в Роттердам, а потом в Париж. Неоднократно подвергался аресту и краткому тюремному заключению. Работал поваром и официантом при Движении Сопротивления.
В своих книгах Дьяченко касался истории войны, в том числе затрагивал тему изнасилований солдатами Красной армии немецких женщин. Исследования Дьяченко были настолько болезненны для ГДР, что при издании его книг возникали различные проблемы. В последние годы жизни Дьяченко обратился к детективному жанру. Под псевдонимом Петер Аддамс он написал ряд детективных романов. В них он критиковал буржуазное творчество. Литератураведы отмечали его умелую стилистику, приключенчество и сатирические интонации.
Работы Аддамса тяготеют к британским классическим детективам. Часть его романов построена по схеме «Убийство в закрытой комнате». Так, повесть «Обезглавленная Мона Лиза» затрагивает тему могущества наркобизнеса. В романах «Ангелочки по 10 шиллингов» и «Убийство в замке» (другое название — «Загадка замка Карентин») Аддамс описывает детективный сюжет, разворачивающийся в маленьких английских городах. Убийства в этих романах происходят в среде британской аристократии. Во вступлении к роману «Убийство в замке» Аддамс отмечает:
В этой книге — происходят следующие преступления: 2 убийства, 2 покушения на убийство, 2 кражи со взломом (совершенные полицейскими служащими Ее Величества), жульничество, нарушение неприкосновенности жилища, взяточничество… Даже самый снисходительный суд вынес бы приговор о тюремном заключении общим сроком трижды пожизненно, 13 лет, 6 месяцев и 18 дней. Эти статистические данные достаточно обоснованно раскрывают содержание и литературное значение произведения. Остается лишь предать гласности, что пришедший в упадок английский замок, в котором встречаются скорбящие наследники весьма почтенного сэра Роберта Торпа, явится местом самых запутанных и ужасных происшествий, которыми сначала несколько беспомощно занимается тучный, постоянно испытывающий жажду комиссар полиции Бейли. Эту книгу следовало бы особенно рекомендовать для чтения в приемной у зубного врача…

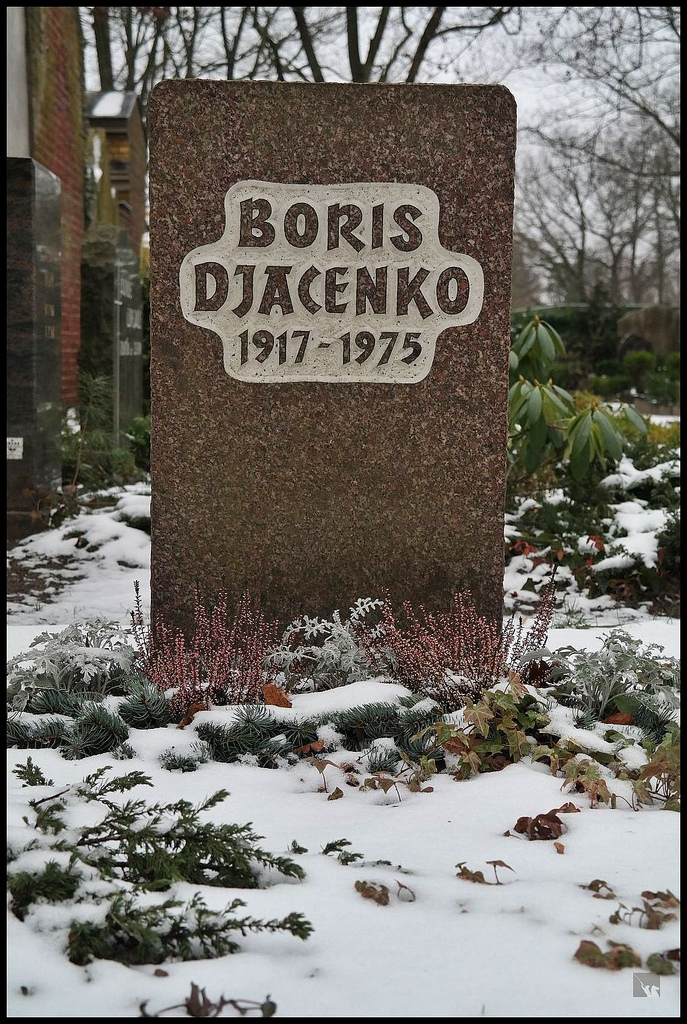
Могила Бориса Дьяченко

Борис Дьяченко скончался 14 апреля 1975 года в возрасте 57 лет.